# Chop Suey!
"Chop Suey!" je první singl americké alternativně metalové skupiny System of a Down z jejich druhého studiového alba Toxicity. Singl vyšel v září 2001 a skupina díky němu získala svou první nominaci na cenu Grammy. Pracovní název skladby byl "Suicide". Členové skupiny tvrdí, že změnu názvu nezpůsobil tlak nahrávací společnosti. Určitá vydání alba obsahují intro skladby, ve kterém je slabě slyšet "We're rolling 'Suicide". Skladba se objevila i ve videohrách Rock Band 2, Rock Revolution a Rock Band Unplugged a je často vnímána jako jejich signature song.

## Hudební video
Hudební video bylo první spoluprací skupiny s režisérem Marcosem Siegou. Natáčelo se v motelu Oak Tree Inn v Los Angeles, které je domovským městem skupiny. V říjnu 2020 mělo video na portálu YouTube více než 980 milionů zhlédnutí.

## Pozice v žebříčcích
| Žebříček (2001-2002)                  | Vrcholové pozice |
| ------------------------------------- | ---------------- |
| Kanada (Canadian Singles Chart)       | 21               |
| Spojené království (UK Singles Chart) | 17               |
| USA (Billboard Hot 100)               | 76               |
| USA (Hot Modern Rock Tracks)          | 7                |
| USA (Hot Mainstream Rock Tracks)      | 12               |